# Старые Бакуры
Старые Бакуры — деревня в Малмыжском районе Кировской области. Входит в состав Калининского сельского поселения. Расположена на реке Вятка.

## История
Деревня Старые Бакуры расположена в Малмыжском районе Кировской области, на берегу реки Вятка. Первое упоминание о деревне датируется 1717 годом.
В конце XIX века деревня входила в состав Малмыжского уезда Вятской губернии. Согласно данным 1886 года, в Старых Бакурах насчитывалось 44 двора и проживало 292 человека.
По переписи 1926 года, в деревне было 69 хозяйств и 403 жителя. К 1939 году население сократилось до 170 человек.

## Население
По данным переписи населения в 2010 году в Старых Бакурах проживает 40 человек. Более поздняя официальная информация о численности населения деревни отсутствует. Однако, учитывая общие тенденции в малых населённых пунктах Кировской области, можно предположить, что численность населения деревни могла снизиться из-за миграции в более крупные города и естественной убыли населения.
| Численность населения | Численность населения | Численность населения | Численность населения |
| --------------------- | --------------------- | --------------------- | --------------------- |
| 1886                  | 1926                  | 1939                  | 2010                  |
| 292                   | ↗403                  | ↘170                  | ↘40                   |